# فويتشخ زاريمبا
فويتشخ زاريمبا هو أحد مؤسسي أوبن أي آي (2016 - الآن)، حيث يقود فريق تطوير الروبوتات. يعمل فريقه على تطوير روبوتات للأغراض العامة من خلال مناهج جديدة لنقل التعلم إلى الروبوتات وتعليم الروبوتات السلوكيات المعقدة. تتمثل مهمة أوبن أي آي في بناء ذكاء اصطناعي آمن، والتأكد من توزيع فوائده بشكل متساوٍ قدر الإمكان.

## النشأة
ولد زاريمبا في كلوتشزبورك، بولندا. وهو في سن مبكرة، فاز بالمسابقات والجوائز المحلية في الرياضيات وعلوم الكمبيوتر والكيمياء والفيزياء. في عام 2007 ، مثل زاريمبا بولندا في الأولمبياد الدولي للرياضيات في فيتنام، وفاز بالميدالية الفضية.
درس زاريمبا علوم الحاسوب والرياضيات في جامعة وارسو والكلية المتعددة التقنيات، وتخرج في عام 2013 بدرجة ماجستير في الرياضيات. ثم بدأ الدكتوراه في جامعة نيويورك في التعلم العميق تحت إشراف يان ليكون وروب فيرغوس. تخرج زاريمبا وحصل على الدكتوراه في عام 2016.

## الحياة المهنية
أثناء دراسته للبكالوريوس، أمضى بعض الوقت في شركة نيفيديا قبل ان تشتهر تقنية التعلم العميق (2008). تم تقسيم درجة الدكتوراه الخاصة به بين جوجل برين حيث أمضى عامًا، وأبحاث الذكاء الاصطناعي على الفيسبوك حيث أمضى عامًا آخر.
أثناء إقامته في غوغل، شارك في تأليف عمل حول أمثلة معادية للشبكات العصبية. خلقت هذه النتيجة مجالًا لهجمات الخصومة على الشبكات العصبية.
في دراسته للدكتوراه، ركز على مطابقة قدرات الشبكات العصبية مع القوة الحسابية لأجهزة الكمبيوتر القابلة للبرمجة.
في عام 2015 ، أصبح زاريمبا أحد مؤسسي أوبن أيه آي،  وهي شركة أبحاث غير ربحية في مجال الذكاء الاصطناعي (AI). الهدف من المشروع هو إنشاء ذكاء اصطناعي آمن. في أوبن أيه آي، يعمل زاريمبا كمدير أبحاث الروبوتات. يعمل زاريمبا أيضا كعضو في المجلس الاستشاري لشركة غروبوتس،  وهي شركة ناشئة في وادي السيليكون تهدف إلى أتمتة عمليات المبيعات باستخدام التعلم الآلي والذكاء الاصطناعي.

## الأوسمة والجوائز
- أكثر 30 شخص نفوذا في بولندا قبل سن ال 30، النسخة البولندية من مجلة «فوربس» 2017 [20]
- زمالة جوجل 2015 [21]
- الميدالية الفضية في الأولمبياد الدولي الثامن والأربعين للرياضيات، فيتنام [22]